# Home (The Corrs-album)
 For alternative betydninger, se Home (flertydig). (Se også artikler, som begynder med Home)
Home er den keltiske musikgruppe The Corrs' femte og sidste studiealbum. Albummet har et irsk tema, idet det indeholder coverversioner af gamle traditionelle irske sange, men har også coverversioner af ikke-irske sange som "Heart Like A Wheel". Det indeholder to sange på irsk; "Buachaill Ón Éirne" og "Bríd Óg Ní Mháille" samt de tre instrumentalnumre "Old Hag (You Killed Me)", "Haste To The Wedding" og "Return From Fingal". Home blev samlet fra en sangbog af den afdøde Jean Corr (deres mor). Albummet blev udgivet præcis ti år efter udgivelsen af deres føreste album Forgiven, Not Forgotten.

## Modtagelse
På trods af at The Corrs vendte tilbage til deres irske rødder, har både singlerne og hele albummet haft begrænset succes.
"Old Town" opnåede ikke den store succes på UK Singles Chart med højeste placering som #43. Der blev sat spørgsmålstegn ved beslutningen om at lave et cover af sangen, og Gareth Maher fra CLUAS.com kaldte den "en katastrofal en".
På trods af, at singler fra albummet ikke klarede sig så godt som forventet, lykkedes det alligevel at sælge over en million udgaver af albummet. Det var deres femte studiealbum i træk, der nåede #1 på den irske hitliste.

## Spor
Alle sange er skrevet af The Corrs, med mindre andet er noteret.
1. "My Lagan Love" (traditionel irsk)
2. "Spancill Hill" (inkludere instrumentalnummeret "Rakes of Kildare" fra 3:37)
3. "Peggy Gordon"
4. "Black Is the Colour"
5. "Heart Like a Wheel" (Anna McGarrigle)
6. "Buachaill Ón Éirne" ("Boy From Erne" - på irsk)
7. "Old Hag"
8. "Moorlough Shore"
9. "Old Town" (Philip Lynott, Jimmy Bain)
10. "Dimming of the Day" (Richard Thompson)
11. "Bríd Óg Ní Mháille" ("Bridget O'Malley" - i Irish)
12. "Haste to the Wedding"
  - bonustrack på japanske, tyske og spanske udgaver
13. "Return From Fingal"

## Hitlister
| Hitliste                      | Højeste placering |
| ----------------------------- | ----------------- |
| Australian Albums Chart       | 44                |
| Austrian Albums Chart         | 13                |
| Belgium Flemish Albums Chart  | 14                |
| Belgium Wallonie Albums Chart | 6                 |
| French Albums Chart           | 5                 |
| German Albums Chart           | 12                |
| Hungarian Albums Chart        | 21                |
| Irish Albums Chart            | 1                 |
| Netherlands Albums Chart      | 15                |
| New Zealand Albums Chart      | 37                |
| Portuguese Albums Chart       | 26                |
| Spanish Albums Chart          | 8                 |
| Swedish Albums Chart          | 44                |
| Swiss Albums Charts           | 7                 |
| UK Albums Chart               | 14                |